# Stupbacktjärnen (Arvidsjaurs socken, Lappland, 729744-166129)
Stupbacktjärnen är en sjö i Arvidsjaurs kommun i Lappland och ingår i Åbyälvens huvudavrinningsområde.